# Čchen Tung (kosmonaut)
Čchen Tung (čínsky pchin-jinem Chén Dōng, znaky zjednodušené 陈冬, tradiční 陳冬; * 12. prosince 1978) je čínský vojenský pilot a kosmonaut, 547. člověk ve vesmíru. Roku 2016 vzlétl na oběžnou dráhu Země při měsíční misi Šen-čou 11 ke stanici Tchien-kung 2 a v roce 2022 strávil půl roku na velké čínské  Vesmírné stanici Tchien-kung (TSS), k níž doletěl v kosmické lodi Šen-čou 14. Také při svém třetím letu v lodi Šen-čou 20 se v dubnu 2025 vydal na půl roku na TSS.

## Život
Čchen Tung se narodil 12. prosince 1978, v Luo-jangu ve střední Číně v dělnické rodině. Od roku 1997 sloužil ve vojenském letectvu jako pilot-stíhač. Má dva syny.

## Kosmonaut
Od roku 2009 procházel výběrem mezi čínské kosmonauty. Po úspěšném absolvování všech testů byl v květnu 2010 zařazen do oddílu kosmonautů Číny.

### 1. let – Šen-čou 11
Do vesmíru vzlétl 16. října 2016 v lodi Šen-čou 11 s velitelem Ťing Chaj-pchengem. Po dvou dnech letu se loď spojila se stanicí Tchien-kung 2. Čchen Tung poté s kolegou zahájili měsíční pobyt na stanici. Na Zemi se vrátili 18. listopadu.

### 2. let – Šen-čou 14
Tři dny před plánovaným startem bylo zveřejněno jeho jmenování do funkce velitele posádky lodi Šen-čou 14. Ta byla vypuštěna 5. června 2022 v 02:44:10 UTC a Čchena společně s operátorkou Liou Jang a operátorem Cchaj Sü-če během sedmi hodin dopravila na Vesmírnou stanici Tchien-kung (TSS). Hlavním úkolem jejich zhruba půlročního pobytu bylo dohlédnout na připojení nových modulů Wen-tchien a Meng-tchien a provést základní kroky pro jejich integraci s Tchien-che, jádrovým modulem stanice, který kolem Země obíhal už od dubna 2021. První z nových modulů k TSS přiletěl v červenci 2022, druhý by ho měl následovat v říjnu 2022.
Čchen Tung a Liou Jang absolvovali 1. září 2022 od 10:26 do 16:33 UTC (6 hodin a 7 minut) první výstup do volného prostoru své kariéry, současné mise a zároveň vůbec první výstup pomocí přechodové komory nového modulu Wen-tchien, jejíž plná funkčnost byla během výstupu ověřena, stejně jako schopnost kosmonautů spolupracovat s malou robotickou rukou připojenou k modulu. Liou a Čchen také instalovali čerpací agregát a panoramatickou kameru a vyzkoušeli si nouzový návrat.
Zúčastnil se také dalšího výstupu o délce 4 hodin a 12 minut. Ve dvojici s kosmonautem Cchaj Sü-če otevřeli průlez z modulu Wen-tchien 17. září 2022 v 05:35 a s pomocí menší robotické ruky nainstalovali několik madel pro pohyb po povrchu modulu a sadu venkovních čerpadel. Ověřili také schopnost záchranné operace mimo modul. Výstup skončil v 09:47 UTC a celková doba Čchenových výstupů dosáhla 10 hodin a 19 minut. Stejná dvojice uskutečnila také třetí výstup 17. listopadu 2022 od 03:16 do 08:50 UTC Čchen a Cchaj dokončili mechanické propojení modulů Meng-tchien a Tchien-che, instalovali panoramatickou kameru a oživili elektrickou část robotického manipulátoru. Výstup trval 5 hodin a 34 minut a Čchen dále zvýšil celkovou dobu pobytu mimo stanici na 15 hodin a 53 minut.
Let skončil 4. prosince 2022 – Šen-čou 14 se od stanice oddělila v 03:01 UTC a ve 12:09 UTC přistála v Čínské provincii Vnitřní Mongolsko po 182 dnech letu.

### 3. let – Šen-čou 20
Velitelem se stal také při svém třetím letu v kosmické lodi Šen-čou 20, v níž k TSS odstartoval 24. dubna 2025 v 09:17:31 UTC. Kolegy v jeho posádce, s nimiž na stanici stráví dalšího půl roku, se stali operátor Čchen Čung-žuej a palubní inženýr Wang Ťie. 
Během svého letu celkem 3× vystoupil do volného prostoru – 22. května, 26. června a 15. srpna 2025. V prvních dvou případech ho doprovázel Čchen Čung-žue, ve třetím Wang Ťie. Všechny výstupy měly velmi podobný program, který v různé míře zahrnoval instalaci prvků ochrany proti vesmírnému smetí a pomocných zařízení pro práci ve volném prostoru, ale také kontrolu a údržbu vnějšího vybavení TSS.  Čchen tak zvýšil počet svých výstupů na 6, tohoto počtu přitom dosáhl jako první z čínských kosmonautů. Mimo stanici pobyl celkem 36 hodin a 47 minut. 